# Johnny and the Hurricanes
Johnny and the Hurricanes was een Amerikaanse rockband die in 1957 door saxofonist Johnny Paris (pseudoniem voor John Pocisk, 1940-2006) als "The Orbits" werd opgericht in Toledo (Ohio). De leden waren schoolvrienden die aanvankelijk Mack Vickery, een vrij onbekende plaatselijke rockabillyzanger, begeleidden. De band bracht uitsluitend instrumentale nummers.  

## Carrière
In 1959 tekende de band een contract bij Harry Balk en Irving Micahnik van Twirl Records. Zij veranderden hun naam in Johnny and the Hurricanes. Hun eerste nummer, "Crossfire", werd opgenomen in een leegstaande bioscoop om het gewenste echo-effect te creëren. Het nummer geraakte in de zomer van 1959 op nummer 23 van de nationale US-hitlijst. Als een gevolg hiervan werd hun contract uitgeleend aan Warwick Records, een dochtermaatschappij van United Telefilm.

Van hun volgende single, Red River Rock, een instrumentale cover van Red River Valley, een volksliedje uit de countrymuziek, werden miljoenen exemplaren verkocht. Het nummer raakte op nummer 5 in de US en op nummer 3 in de UK. Op dat ogenblik bestond de band uit Johnny Paris (saxofoon), Paul Tesluk (orgel), Dave Yorko (gitaar), Lionel 'Butch' Mattice (basgitaar) en Bill 'Little Bo' Savich (drums).
Nadien volgden nog twee gelijkaardige singles: Reveille Rock (een bewerking van het klaroengeschal waarmee rekruten in het Amerikaanse leger werden gewekt) en Beatnik Fly. De zuivere klank, waarbij ieder instrument duidelijk herkenbaar was, zou het kenmerk worden van de muzikale stijl van de groep.

In de zomer van 1960 verhuisde de band naar Bigtop Records. Onder dit label verschenen Down Yonder, Rocking Goose, Revival (een bewerking van When the Saints Go Marching In) en You Are My Sunshine.
Johnny and the Hurricanes werden ook bekend in Europa. In 1962 speelden ze in de bekende Star-Club in Hamburg met de toen nog vrij onbekende Beatles in het voorprogramma.

## Tanend succes
Johnny and the Hurricanes bleven nog ongeveer een jaar optreden, maar hun sound, oude songs met een rock 'n roll-beat, sloeg niet langer aan en de verkoop van hun singles ging sterk achteruit. Vanaf het begin van 1960 raakte de groep dan ook min of meer in de vergetelheid. Ze namen nog een achttal singles op voor Bigtop Records, maar het vorig succes bleef uit.
Ook financieel ging het hen niet voor de wind. De meeste songs werden geschreven door T. King en I. Mack, pseudoniemen voor Balk and Micahnik, hun managers. De leden van de groep kregen dus ook weinig erkenning of royalty's voor hun muzikale inbreng, alhoewel de groep wel verantwoordelijk was voor de arrangementen van de nummers.
Na een tour in Groot-Brittannië ging de band naar Jeff Records voor nog één single, nadien verhuisden ze nog naar het Sattila-label voor nog eens vijf nummers. In 1965 beëindigden ze hun opnamesessies met twee singles voor Bigtop Records: "Old Smokie" (een cover van "On Top of Old Smokey") en "Traffic Jam", een origineel nummer.  
Op dat ogenblik was alleen nog Paris het enige lid van de oorspronkelijke groep. Johnny Paris en zijn band toerden met een wisselende bezetting nog sporadisch in Europa tot eind 2005. Paris overleed op 1 mei 2006 in het universitaire ziekenhuis van Ann Arbor, Michigan. Paris beweerde dat meer dan 300 muzikanten deel hadden uitgemaakt van de band tijdens het 50-jarig bestaan ervan.

## NPO Radio 2 Top 2000
| Nummer met noteringen in de NPO Radio 2 Top 2000 | '99  | '00  | '01 | '02 | '03  | '04  |
| ------------------------------------------------ | ---- | ---- | --- | --- | ---- | ---- |
| Red River Rock                                   | 1571 | 1856 | -   | 222 | 1362 | 1834 |

1. ↑  Een '-' betekent dat het nummer niet was genoteerd en een vetgedrukt getal geeft de hoogste notering aan.
2. ↑  Deze tabel is bijgewerkt tot en met de laatste editie (2024).